# I Heart Huckabees
I ♥ Huckabees (ook aangeduid als I Heart Huckabees en I Love Huckabees) is een Amerikaanse filosofische komedie uit 2004 onder regie van David O. Russell. Bijrolspeler Mark Wahlberg werd voor zijn aandeel in de film genomineerd voor onder meer een Satellite Award.

## Verhaal
Albert (Jason Schwartzman) is de leider van een lokale afdeling van milieugroepering 'Open Spaces Coalition'. Een van zijn doelstellingen is het verhinderen van de bouw van een nieuw filiaal van de (fictieve) winkelketen Huckabees. Een manager van Huckabees, de oppervlakkige Brad (Jude Law), slaagt erin de groepering te infiltreren en Alberts rol over te nemen. Ondertussen schakelt Albert de hulp in van Bernard Jaffe (Dustin Hoffman) en diens vrouw Vivian (Lily Tomlin), die zich "existentialistische detectives" noemen omdat zij mensen helpen met het oplossen van levensvragen. Zij stellen hem voor aan brandweerman Tommy (Mark Wahlberg), die Albert later weer in contact brengt met Caterine (Isabelle Huppert), een voormalig student van de Jaffes die tegenwoordig een meer nihilistische en absurdistische filosofie aanhangt.

## Rolverdeling
| Acteur            | Personage            | Opmerkingen                                        |
| ----------------- | -------------------- | -------------------------------------------------- |
| Jason Schwartzman | Albert Markovski     |                                                    |
| Jude Law          | Brad Stand           | manager Huckabees                                  |
| Naomi Watts       | Dawn Campbell        | Brads vriendin                                     |
| Mark Wahlberg     | Tommy Corn           | brandweerman                                       |
| Dustin Hoffman    | Bernard Jaffe        | "existentialistische detective"                    |
| Lily Tomlin       | Vivian Jaffe         | Bernards vrouw en collega-detective                |
| Isabelle Huppert  | Caterine Vauban      | voormalig leerling van de Jaffes                   |
| Isla Fisher       | Heather              |                                                    |
| Jean Smart        | Mrs. Hooten          |                                                    |
| Shania Twain      | zichzelf             |                                                    |
| Ger Duany         | Stephen Nimieri      |                                                    |
| Darlene Hunt      | Darlene              |                                                    |
| Kevin Dunn        | Marty                |                                                    |
| Richard Appel     | Josh                 |                                                    |
| Tippi Hedren      | Mary Jane Hutchinson |                                                    |
| Jonah Hill        | Bret                 |                                                    |
| Talia Shire       | Mrs. Silver          | Shire is de moeder van hoofdrolspeler Schwartzman. |

## Productie
In maart 2007 lekten op YouTube twee video's uit waarop regisseur Russell en actrice Tomlin heftig ruzie maken. In een interview de maand daarop drukte Tomlin hierover haar schaamte uit en gaf ze aan grote waardering te hebben voor Russell, die volgens haar destijds onder grote druk stond.

## Marketing
Als onderdeel van de promotie voor de film werden vier websites gemaakt, voor respectievelijk de Huckabees Corporation, de Open Spaces Coalition, Catherine Vauban en het bureau van de Jaffes. Op deze sites, die enkele maanden later inactief werden, werd de indruk gewekt dat deze vier echt bestonden.